# Be Small
Be Small je čtvrté studiové album americké hudební skupiny Here We Go Magic. Vydalo jej v říjnu roku 2015 hudební vydavatelství Secretly Canadian. Producenty alba byli Luke Temple a Michael Bloch. Na albu se kapela inspirovala deskami Wrong Way Up (1990) od Briana Ena a Johna Calea a Shleep (1997) od Roberta Wyatta.

## Seznam skladeb
1. „Intro“
2. „Stella“
3. „Be Small“
4. „Falling“
5. „Candy Apple“
6. „Girls in the Early Morning“
7. „Tokyo London Us Korea“
8. „Wishing Well“
9. „Ordinary Feeling“
10. „News“
11. „Dancing World“